# Nagy Géza (sakkozó)
Nagy Géza (Sátoraljaújhely, 1892. december 29. – Kaposvár, 1953. augusztus 13.)  magyar orvos, sakknagymester, kétszeres sakkolimpiai bajnok, magyar bajnok. Teljes neve Böszörményi-Nagy Géza.

## Életpálya
A család legkisebb, hetedik gyermekeként született. Ügyvéd édesapja korán meghalt, megözvegyült édesanyja nehéz anyagi körülmények között nevelte gyermekeit. A nehézségek ellenére három fiát diplomához juttatta. Sátoraljaújhelyen végezte elemi és gimnáziumi tanulmányait. Érettségi után Budapesten orvosegyetemi hallgató lett. Egyetemistaként hívták be katonai szolgálatra. 1914-ben harctéri szolgálatban hadikórházakban dolgozott. Tanulmányait így is folytatta. 1915-ben tanulmányi szabadságot kapott, ekkor tette le még hátralévő vizsgáit, és kapott orvosi diplomát (1915. május 12.). További fronszolgálatra már orvosként tért vissza. A háború után rövid ideig Budapesten élt, majd a debreceni egyetemi belgyógyászati klinikán dolgozott. Itt szerzett szakképesítést, és habilitált 1927-ben haematológiai tárgyú kutatómunkájával. 1928-ban az újonnan szervezett berettyóújfalui közkórház belgyógyász osztályvezető főorvosává, és a kórház igazgatójává nevezték ki. Az 1930-as években először Berettyóújfaluban volt a megyei kórház igazgató főorvosa, majd 1938-tól Kaposváron a Somogy Vármegye Kaposvári Közkórházának igazgató főorvosaként dolgozott. A kaposvári sakkéletben aktívan részt vett.
Két házasságából három fia és egy lánya született.

## Sakkpályafutása
Diákkorában ismerkedett meg a játékkal. Egyetemi évei alatt Asztalos Lajossal lakott együtt, akivel sok játszmát váltott. Orvosi pályafutása miatt keveset versenyezhetett, évente általában csak egy versenyen indult. 1924-ben váratlanul megnyerte a Győrben rendezett nemzetközi mesterversenyt. 1926-ban a Budapesten rendezett nemzetközi mesterversenyen egy ponttal elmaradva a győztestől 6. lett, a magyarok közül a legjobb helyezést érve el.

### Sakkolimpiai szereplései
Az első hivatalos sakkolimpiát a FIDE szervezte, 1927-ben Londonban, amelyen Maróczy Géza mögött a második táblán; a másodikat Hága rendezte, amelyen az első táblán játszva járult hozzá  a csapat olimpiai bajnoki címéhez. A két sakkolimpián a csapatversenyeken 30 partiból 17 győzelem, 8 döntetlen mellett csak 5 partit veszített el (70%-os teljesítmény). Az olimpiát követően visszavonult az aktív versenyzéstől.
Akikkel együtt szerezte Magyarország számára az első két hivatalos sakkolimpiai aranyérmet:
- Londonban:[9] Maróczy Géza, Vajda Árpád, Havasi Kornél, Steiner Endre.
- Hágában:[10]  Steiner Endre, Vajda Árpád, Havasi Kornél.

### Sakkirodalmi munkássága
Orvosi hívatása miatt a versenysakkozástól visszavonult, de nem szakadt el a sakktól. Ekkoriban kezdett levelezési sakkjátszmákat játszani, valamint különböző folyóiratokban publikált. Többek között a Budapesti Hírlap sakkrovatát vezette. Kiemelkedik az Aljechin–Euwe mérkőzések, különösen az 1937-es visszavágó ismertetése.
A 2. világháború befejeződése után a kaposvári és a Somogy megyei sakkszövetség vezetője volt.

## Emlékezete
- Olimpiai eredményeinek emlékét a világon egyedülállő sakkolimpiai emlékmű is őrzi Pakson.[11]
- 2008. szeptember 13-án Kaposváron emléktáblát avattak a kétszeres olimpiai bajnok emlékére,